# 世界で最も美しい顔100人
世界で最も美しい顔100人（英: The 100 Most Beautiful Faces）、及び世界で最もハンサムな顔100人（英: The 100 Most Handsome Faces）は、イギリス生まれアメリカ在住の男性映画評論家を自称するTC・キャンドラー（英: TC Candler）の、毎年自分が最も美しい、またはハンサムと思った人物100人を掲載するブログである。
女性版の「世界で最も美しい顔100人」は1990年より、男性版の「世界で最もハンサムな顔100人」は2013年より、毎年選考されている。
選考基準は閲覧者から寄せられた提案に基づくTC・キャンドラーの独断である。以前までウェブサイトに以下の断り書きがされていた。
- The Independent Critics List is not a popularity contest.（人気ランキングではない。）
- The Independent Critics List intends to inform public opinion rather than reflect it.（世論を反映したものというより、世論を変えようとするものである。）
- The Independent Critics Lists are very subjective.（とても主観的である。）

## 歴代1位獲得者
| 年   | 世界で最も美しい顔       | 世界で最もハンサムな顔   | 出典          |
| ---- | ------------------------ | ------------------------ | ------------- |
| 1990 | ミシェル・ファイファー   |                          |               |
| 1991 | メグ・ライアン           |                          |               |
| 1992 | ミシェル・ファイファー   |                          |               |
| 1993 | ミシェル・ファイファー   |                          |               |
| 1994 | イザベル・ユペール       |                          |               |
| 1995 | ソフィー・マルソー       |                          |               |
| 1996 | ソフィー・マルソー       |                          |               |
| 1997 | ニコール・キッドマン     |                          |               |
| 1998 | グウィネス・パルトロー   |                          |               |
| 1999 | アンドレア・コアー       |                          |               |
| 2000 | ジェニファー・コネリー   |                          |               |
| 2001 | ニコール・キッドマン     |                          |               |
| 2002 | アンドレア・コアー       |                          |               |
| 2003 | ジェニファー・コネリー   |                          |               |
| 2004 | リンジー・ローハン       |                          |               |
| 2005 | キーラ・ナイトレイ       |                          |               |
| 2006 | キーラ・ナイトレイ       |                          |               |
| 2007 | ケイト・ベッキンセイル   |                          |               |
| 2008 | ナタリー・ポートマン     |                          |               |
| 2009 | ローズ・バーン           |                          |               |
| 2010 | カミーラ・ベル           |                          |               |
| 2011 | エマ・ワトソン           |                          |               |
| 2012 | エミリア・クラーク       |                          |               |
| 2013 | マリオン・コティヤール   | マイケル・ファスベンダー |               |
| 2014 | ナナ（AFTERSCHOOL）      | ジェイミー・ドーナン     | [ 3 ]         |
| 2015 | ナナ（AFTERSCHOOL）      | ディエゴ・ボネータ       | [ 3 ]         |
| 2016 | ジョーダン・ダン         | ミキール・ハースマン     | [ 4 ]         |
| 2017 | ライザ・ソベラノ         | V（BTS）                 | [ 5 ]         |
| 2018 | ティラーヌ・ブロンドー   | ジェイソン・モモア       | [ 6 ]         |
| 2019 | ツウィ（TWICE）          | ジョングク（BTS）        | [ 7 ]         |
| 2020 | ヤエル・シェルビア       | ピューディパイ           | [ 8 ]         |
| 2021 | リサ（BLACKPINK）        | パイン・タコン           | [ 9 ]         |
| 2022 | ジャスミン・トゥークス   | ヘンリー・カヴィル       | [ 10 ] [ 11 ] |
| 2023 | ナンシー（MOMOLAND）     | ティモシー・シャラメ     | [ 12 ]        |
| 2024 | アンドレア・ブリランテス | クリス・ヘムズワース     | [ 13 ]        |

## 評価と批判
個人の主観に基づいたランキングであるため、欧米での知名度は高くない一方で、演出が華やかであることや、アジア人が多くランクインしていることもあり、日本、中国、韓国などをはじめとしたアジアのメディアでは大きく取り上げられている。
2019年1月、アジア版にノミネートされたファッションモデルの水原希子は、「美しい顔のランキングって、誰がどうやってジャッジするんだろう。不思議。」「美の概念なんて みんな違うのに、まるで世界の基準みたいに、堂々とネットで拡散されても… 誰のためのランキングなの？」と批判。2020年版にノミネートされた際にも、「顔に順位を決めるランキング2020年にこんな事やってるなんて狂ってる。そしてそれを取り上げるメディアもどうかと思う」「これ、勝手にノミネートされて勝手にジャッジされている方々にも失礼だし自分が知らない間にルッキズム（外見至上主義）の助長に加わってしまっているかもしれないと思うと困る」と苦言を呈している。